# مرشد العسل الويلكوكسي
مرشد العسل الويلكوكسي أو دليل المناحل الويلكوكسي (الاسم العلمي: Indicator willcocksi) (بالإنجليزية: Willcocks's Honeyguide)‏ هو نوع من الطيور يتبع جنس مرشد العسل من فصيلة مرشدات العسل.